# Inmigración panameña en Costa Rica
La inmigración panameña en Costa Rica se refiere al movimiento migratorio desde Panamá hacia su país vecino del oeste, Costa Rica. Los panameños son una de las mayores comunidades extranjeras en la República de Costa Rica, y en dicho país se encuentra una de las comunidades más numerosas de panameños en el exterior.
Según diversas fuentes Costa Rica es el segundo país con mayor número de expatriados panameños en el mundo solo por detrás de los Estados Unidos, superando incluso a Canadá y España. Por su parte, dentro de las comunidades de extranjeros en Costa Rica, la colectividad panameña es la cuarta o sexta más cuantiosa —variando conforme la estadística— según el Censo X de población de 2011, los panameños ocupan el cuarto puesto de inmigrantes en Costa Rica conformando el 2,9% del total, por debajo de los nicaragüenses, colombianos y estadounidenses, mientras que según la web DatosMacro con recopilación de datos de la ONU, los panameños ocupan la sexta posición en emigración hacia Costa Rica después de los nicaragüenses, venezolanos, colombianos, salvadoreños y estadounidenses. Hacia el año 2000, unos 8.386 panameños de 15 años o más residían en suelo costarricense. La mayoría de los inmigrantes eran mujeres. Para el año 2010 y de acuerdo con un informe del Centro de Estudios Monetarios Latinoamericanos (CEMLA) titulado El perfil de la población de origen centroamericano y del Caribe en Estados Unidos
había 16.947 panameños residiendo en Costa Rica, que representaban el 11,89% de los 142.551 emigrantes panameños registrados ese año.
Fuentes esclarecen que estos números no incluyen a la inmigración de indígenas de la Comarca Ngäbe-Buglé, por lo que esta inmigración amerindia no forma parte de las cifras oficiales de inmigrantes panameños en Costa Rica. Esta sustancial diáspora suele ser temporal en algunas épocas del año y se puede consideradar como una inmigración irregular.

## Historia
La presencia de los primeros emigrantes panameños en Costa Rica se remonta hasta 1845, mucho antes de la llegada de los primeros costarricenses a la sureña región Brunca (que ocurriría alrededor de 1868). Dichos emigrantes eran principalmente de la provincia de Chiriquí y se asentaron debido a varios factores, entre ellos la poca disponibilidad de tierras en Chiriquí, la inestabilidad política en el istmo de Panamá durante la unión a Colombia (agravada por la Guerra de los Mil Días), el carácter de espacio indómito en el que tanto las autoridades costarricenses y colombianas no tenían un control; y la gran cantidad de espacio de pastoreo que generó posteriormente el desarrollo de la ganadería en la zona.
En ese sentido, los chiricanos que vinieron desde Cañas Gordas, La Cuesta o desde el mar lograron fundar pueblos como Potrero Grande, Volcán y Puntarenitas (luego mudándose a Puerto Jiménez). Con la llegada de los primeros costarricenses, la presencia de chiricanos siguió manifestándose, muchos de ellos motivados a alejarse de las estrictas responsabilidades en territorio colombiano, en especial afrontar la guerra política. Dicha migración entraría en declive tras la construcción de la Carretera Panamericana (que aumentó el flujo de costarricenses que venían del centro del país) y la definición de la frontera entre Costa Rica y Panamá en 1941. Los emigrantes chiricanos se quedaron en la zona, adoptando eventualmente la nacionalidad costarricense pero manteniendo sus costumbres de su tierra de origen, entre ellas la comida y la música. En 2019, el gobierno de Costa Rica a través del Ministerio de Educación Pública, reconoció la presencia de dicha migración, adoptando el 26 de mayo como el «Día de la persona chiricana».
Según ONU DAES hacia 1990 residían 8692 panameños en suelo costarricense. En 2000 la cifra creció a 10 438, representando un aumento de menos del 20% en una década. Hacia 2010 la cifra se sitúa en 13 304 personas con un ligero aumento a 13.769 en 2013. Si bien, no se tiene información detallada de los inmigrantes que regresaron a Panamá con respecto a los que ingresaron en este período de tiempo, se evidencia que las mayores diásporas ocurrieron en años anteriores a la década de 1990 cuando emigraron entre el 55% y 70% del número total de panameños registrados en la actualidad.
Las causas de la emigración panameña con destino a Costa Rica en los últimos años son especialmente variadas. Entre estas, posiblemente la principal haya sido la Invasión estadounidense de Panamá de 1989, aunque también se encuentran otras razones tales como: mejorar la condición educativa, búsqueda de empleo, las excelentes relaciones comerciales entre ambos países, la facilidad de acceso al vecino país, entre otras. 
Los panameños son la colonia más distribuida dentro de Costa Rica, pues están presentes en todas las regiones de manera más equitativa que otras nacionalidades. Aunque con una representación más importante en San José y en las regiones fronterizas (Huetar Atlántica y Brunca).

## Estadísticas económicas
Costa Rica es uno de los principales emisores de entradas por remesas hacia Panamá y uno de los pocos países con los que Panamá presenta un saldo positivo en remesas, es decir, que recibe más de las que envía, aunque el monto varía considerablemente dependiendo de la fuente y el año. De acuerdo con el sitio web DatosMacro, Costa Rica es el segundo mayor emisor de remesas hacia Panamá por detrás de Estados Unidos y durante 2012 los inmigrantes panameños en el país trasladaron la cantidad de $50,1 millones de dólares estadounidenses. Para el 2014 el monto reportado redujo considerablemente a $28,9 millones, así mismo, Panamá representa el quinto mayor destino de las divisas en remesas que salen de Costa Rica, por debajo de Nicaragua, China, Estados Unidos y Colombia.
Por otra parte el diario panameño La Estrella estima en aproximadamente $23 millones de dólares el monto enviado desde Costa Rica durante el primer semestre de 2014. Datos del diario América Economía indican en $6 millones de dólares la cifra enviada de Costa Rica hacia Panamá durante el primer trimestre de 2016, aunque en este caso ubicándose en la tercera posición por detrás de los Estados Unidos y los Países Bajos.

## Inmigración indígena
El Consejo Nacional de Migración de Costa Rica, reporta que miembros de los grupos ngäbe y buglé migran a Costa Rica por trabajo, conformando los pueblos indígenas inmigrantes más numerosos del país. Ethnologue reportaba hacia el año 2000 una población de 5.360 indígenas ngäbe inmigrantes.
La importancia del asentamiento de indígenas trabajadores migrantes hacia Costa Rica se manifiesta a través acuerdos suscritos entre los gobiernos de Costa Rica y Panamá entre 2005 y 2009. Aunque, sus condiciones de vida y acceso a servicios públicos continúan siendo deficitarios.
La Reserva Indígena Guaymí está conformada por los migrantes ngäbe, llegados a Costa Rica a mediados del siglo XX, tras cruzar la frontera desde Panamá. Las reservas, son cuatro, estabilizaron su asentamiento en territorio costarricense. Dichas reservas se encuentran en los cantones de Coto Brus, Corredores, Golfito y Osa de la provincia de Puntarenas.
En 1986, la Comisión Nacional de Asuntos Indígenas finalizó la entrega de cédula de residencia a los indígenas, para levantar censos y otorgarles la nacionalidad y su cédula de identidad costarricense. En 1991 esto fue derogado por «carecer de fundamento histórico». A través de la ley número 7225 del mismo año se los declaró ciudadanos costarricenses.
En el 2011, 15.000 indígenas ngäbe ingresaron a Costa Rica para trabajar en diferentes cultivos, especialmente en cafetales y bananeras. El 95% de los peones de café son de etnia ngäbe. Viven con sus numerosas familias en casas prestadas por sus patrones. En las plantaciones de café, cada indígena logra un ingreso mensual aproximado de 233 dólares estadounidenses. Otros trabajadores migrantes y de temporada, como los de melón, ganan al mes 292 dólares aproximadamente. Los de caña de azúcar ganan alrededor de 432 dólares.

## Panameños que migraron a Costa Rica
- Justo Facio[33] (1859-1931). Poeta, ensayista, educador, filólogo y político.
- Manuel Solís Palma (1917-2009) Exguerrillero, político, contador y educador.
- José Isabel Blandón Político. Exalcalde del Distrito de Panamá
- Adolfo Machado Futbolista.